# آبشار پانداو
آبشار پانداو (به انگلیسی: Pandav Falls) آبشاری است که در مادایا پرادش، هند واقع شده و ارتفاع کلی ریزشگاه آن ۳۰ متر (۹۸ فوت) است.